# Benoît Poelvoorde
Benoît Poelvoorde (* 22. září 1964) je belgický herec valonského původu. Populární je především ve frankofonní části Belgie (ve valonské anketě hledající největšího Belgičana se umístil na sedmém místě, ve vlámské se naopak nepropracoval ani do první čtyřstovky) a také ve Francii, kde točí především, a kde získal roku 2002 mimo jiné cenu Jeana Gabina pro mladé herecké talenty. K jeho nejznámějším filmovým rolím patří Brutus v komedii Asterix a Olympijské hry, v originále Astérix aux Jeux Olympiques (2008) či Étienne Balsan v životopisném snímku Coco Chanel, v originále Coco avant Chanel (2009).

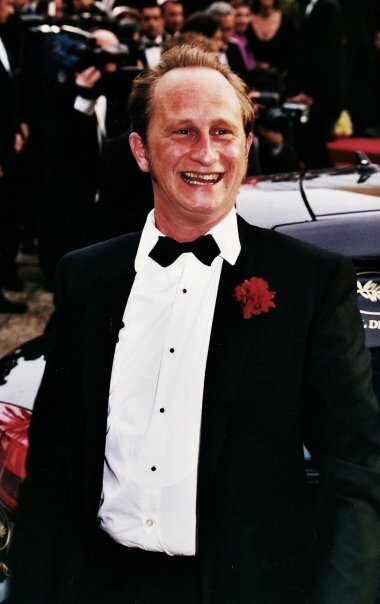
Benoît Poelvoorde na festivalu v Cannes roku 2004

## Filmografie
- 2015: Zbrusu nový zákon
- 2012: Velký večer
- 2011: Mon Pire Cauchemar
- 2010: Láska s vůní čokolády
- 2010: Nic k proclení
- 2010: Na mamuta!
- 2010: Jiný Dumas
- 2009: Válka krásek
- 2009: Coco Chanel
- 2008: Asterix a Olympijské hry
- 2007: Louise-Michel
- 2007: Dva světy
- 2007: Cow-boy
- 2006: Selon Charlie
- 2006: Jean-Philippe
- 2006: Ze dne na den
- 2005: V jeho rukou
- 2005: Akoibon
- 2004: Superstar
- 2004: Narko
- 2004: Cinéastes à tout prix
- 2004: Atomik Circus
- 2004: Aaltra
- 2002: Co vtip, to mrtvola
- 2002: Blbec na krku
- 2002: La Vie politique des Belges
- 2001: Kolo Ghislaina Lamberta
- 2000: Les Portes de la gloire
- 1998: Průvodci čekají
- 1997: Les Randonneurs
- 1992: Man Bites Dog